# Privatbrauerei Schwerter Meißen
Die Privatbrauerei Schwerter Meißen GmbH ist eine Bierbrauerei in Meißen.  Sie gilt als die älteste Privatbrauerei Sachsens.

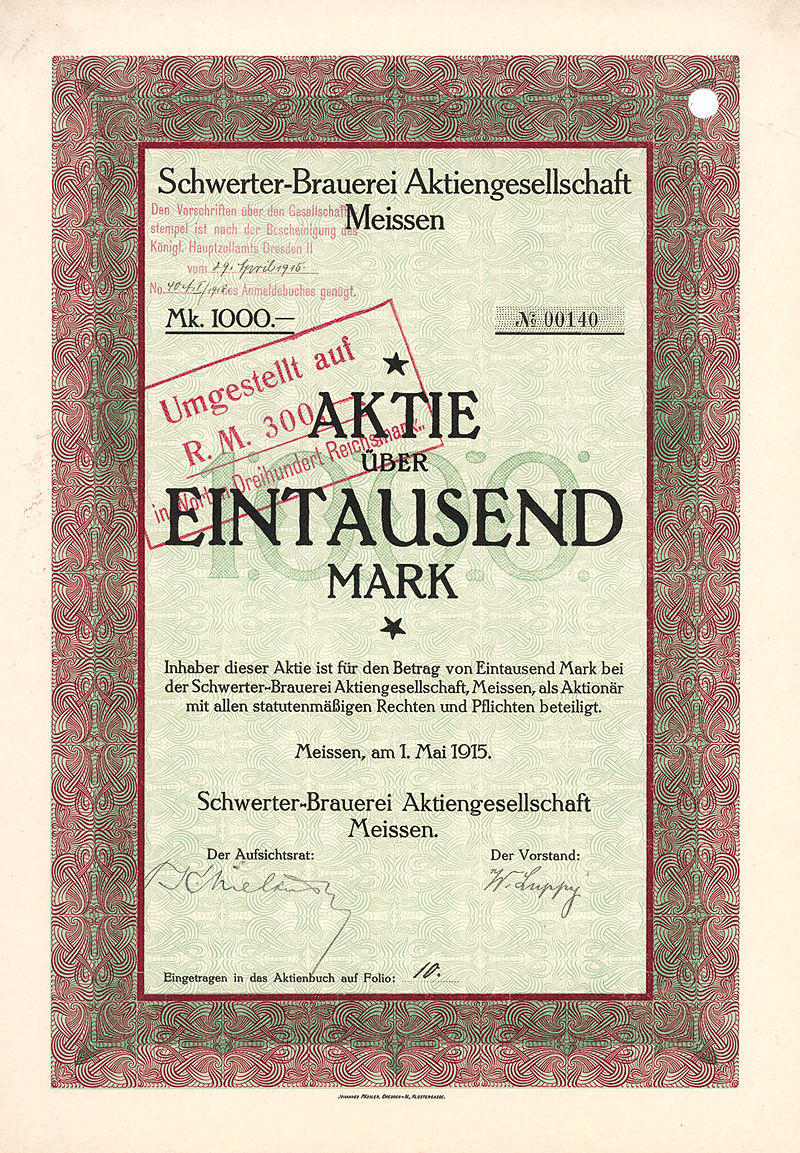
Aktie über 1000 Mark der Schwerter-Brauerei AG vom 1. Mai 1915

## Geschichte
Das 1460 erstmals urkundlich erwähnte Brauhaus Meißen wurde 1868 vom Hirschsteiner Brauereibesitzer Eduard Bahrmann gekauft. Dessen Söhne, die das Unternehmen fortführten, errichteten 1897 in Cölln einen Brauereineubau. Zu Beginn des 20. Jahrhunderts firmierte dieser Betrieb als Schwerter Brauerei AG.
Das Unternehmen wurde 1953 von Wilhelm Wohlers übernommen, bis zur Verstaatlichung 1972 firmierte die Brauerei dann als Schwerter Brauerei Wohlers KG. Ab 1972 war die Brauerei als VEB Felsenkeller Brauerei Meißen – Betriebsteil Schwerterbrauerei Teil des Getränkekombinats Dresden.
Nach der Reprivatisierung 1990 wurde 1997 im Meißner Stadtteil Zaschendorf ein Brauereineubau errichtet. Eric Schäffer (Inhaber der Oppacher Mineralquellen) kaufte im Jahr 2009 die Meißner Schwerter Brauerei und führt sie als Familienunternehmen fort. Zwei Jahre später erfolgte die Investition in einen neuen Filterkeller in Zaschendorf. Später folgten als weitere Maßnahmen eine Erweiterung der Gär- und Lagertankhalle und der Neuaufbau der Schrotmühle. Im Jahr 2018 wurde der Ausstoß der Brauerei auf eine Spanne 30.000–35.000 Hektoliter Bier jährlich geschätzt.
Zum 555. Brauereijubiläum wurde 2015 eine Sonderbriefmarke des Postunternehmens PostModern herausgegeben. Ein Jahr später wurde ein Rechtsstreit mit Meissener Porzellan um die Marke „Meissen“ beendet, der beiden Seiten ein faires Neben- und Miteinander ermöglichte. Im Zuge der COVID-19-Pandemie sank der Absatz und Zuwächse bei Flaschenbier konnten nicht den Rückgang beim Fassbier auffangen. Über die Zeit führte die positive Entwicklung bei Flaschenbieren jedoch dazu, dass die Brauerei im Oktober 2024 ihre Gär- und Lagerkapazitäten ausbauen musste.
Das Unternehmen macht für sich die Vorschriften für kleine Kapitalgesellschaften geltend und veröffentlicht im Bundesanzeiger entsprechend seinen Jahresabschluss ohne konkrete Umsatz- und Gewinnzahlen. Die durchschnittliche Anzahl der Beschäftigten lag im Berichtszeitraum 2021 bei 79 Mitarbeitern und damit knapp über dem Wert des Vorjahres (Vorjahr 78 Mitarbeiter).

## Biersorten
- Meißner Schwerter Privat Pils
- Meißner Schwerter St. Afra Dunkel
- Meißner Schwerter Lager Rubin
- Meißner Schwerter Bennator Bockbier
- Meißner Schwerter Elbsommer
- Meißner Schwerter Kellerbier
- Meißner Schwerter Maibock
- Meißner Schwerter Urhell
- Meißner Schwerter UrBräu
- Meißner Schwerter Naturradler

## Sonstiges
Die Brauerei ist Mitglied im Brauring, einer Kooperationsgesellschaft privater Brauereien aus Deutschland, Österreich und der Schweiz. Zudem betreibt die Brauerei auch ein Schankhaus, und zwar im denkmalgeschützten Haus Markt 6 (Meißen), einem Bürgerhaus im Stil der Renaissance, das barock überarbeitet wurde.

## Auszeichnungen
Mit dem Privat-Pils, dem Kellerbier und dem Bennator Bock erhielten 2019 drei Biere der Brauerei eine Gold-Medaille des gemeinnützigen Vereins Deutschen Landwirtschafts-Gesellschaft. Zudem wurde das dunkle Bier „St. Afra“ mit einer Silber-Medaille ausgezeichnet.
Beim International Craft-Beer-Award von Meininger gab es 2018 eine Silber-Auszeichnung; 2021 folgte für das Bennator, dessen Charakter ein Mix aus Karamell, Honig und getrockneten Früchten war, eine Gold-Auszeichnung.
Im Jahr 2024 erhielt das Unternehmen von Bundeslandwirtschaftsminister Cem Özdemir dann zum vierten Mal den Bundesehrenpreis. Zuvor erhielt das Unternehmen unter anderem im Jahr 2022 einen Bundesehrenpreis des Bundesministeriums.